# Brachymeles pathfinderi
Brachymeles pathfinderi е вид влечуго от семейство Сцинкови (Scincidae).

## Разпространение
Видът е разпространен във Филипини.